# 팔리어
팔리어(पाळि)는 인도아리아어군의 프라크리트어에 속하는 언어이다. 팔리어는 성전어(聖典語)라는 뜻이다.
불교의 창시자인 붓다의 설법이 팔리어로 구전되다가 기록되어서, 불교 연구에 매우 중요한 언어일뿐만 아니라, 상좌부 불교에서는 현재에도 실제 종교 활동에 사용하는 주된 언어이다.
팔리어는 고유 문자가 없기 때문에 시대와 지역에 따라 각기 다른 문자로 기록되었다. 상좌부 불교 전파에 따라 싱할라어, 태국어, 라오어, 버마어, 크메르어 등으로 기록되었으며, 근대에는 서구에서 로마자로 표기하였다. 이중 가장 오래된 싱할라어 사본들을 우선시하며, 학술연구에는 로마자 표기를 많이 사용한다.
기본적으로 사어화된 언어이지만, 불교 승려들 사이에서 종교적으로 사용되며, 현대 문명에서 만들어진 신조어도 번역되고 있다.

## 역사

### 이름의 유래
팔리는 성전(聖典)이라는 의미로, 팔리어 불경 주석서(Aṭṭhakathā)에 팔리 삼장(Tipiṭaka) 즉 원전을 의미하는 단어로 처음 등장한다. 삼장에는 팔리라는 말이 없으므로, 주석서가 쓰인 5~6세기경에 처음 쓰인 말로 추측한다.
팔리가 언어를 의미하는 것으로 사용된 것은 18세기말에 쓰여진 쭐라방사(Culla-vaṃsa 또는 Cūḷa-vaṃsa, 小史)의 코테 왕국(스리자야와르데네푸라코테 왕국) 빠락까마바후(Parakkamabāhu, 싱할라어: Parâkramabâhu) 4세(1410?~1467) 기사에서 처음 등장한다. 태국 등지에 상좌부 불교가 전파된 12~13세기 경부터 언어를 의미하는 말로 쓰인 것으로 추측한다.
이전 불교 문헌에서는 마가다어(Magadhi, Māgadha-nirutti, Māgadhika-bhāsā) 또는 근본어(Mūla-bhāsā, 根本語) 등으로 언급되었다. 그런데 이후 프라크리트 문학에 마가다어가 사용되므로, 마가다어라는 표현은 사용하지 않는다.

### 기원
팔리어의 기원은 정확히 밝혀져있지 않다. 마가다어설, 공용어설, 코살라어설, 아르다마가다어설, 칼링가어설, 마가다어와 피사챠어 혼합설, 피사챠어설, 웃제니어설, 인도 서부의 다른 언어라는 설 등이 있다. 실제로 사용되지 않았던 언어로 보는 관점도 있다.
가장 전통적인 해석은 마가다국의 마가다어였다는 설이다. 그런데 팔리어는 프라크리트 문학의 마가다어와 공통적인 언어 특성도 있지만 또 다른 점도 많다.

### 불교와의 관계
팔리어가 현재까지 사용되고 프라크리트어 중에서도 풍부한 자료가 남은 것은 불교 경전이 팔리어로 기록되어있기 때문이다.
붓다가 팔리어로 설법을 한 것이 그대로 남은 것으로 간주하지만, 기원전 3세기경 현재의 스리랑카에 불교가 전해져 싱할라어로 기록하기 이전에는 어떤 모습이었는지 알 수 있는 자료가 없다. 그래서 팔리어의 기원에 대한 여러 가지 설들이 나왔으며, 마찬가지로 붓다가 어떤 말로 설법을 했는지 정확히 알 수는 없다.
불교 경전은 이후 부파불교 시대를 지나며 팔리어 이외의 다른 언어로도 기록되었다. 프라크리트어로 쓰여진 《담마빠다》와 산스크리트어로 쓰여진 《마하바스투(산스크리트어: Mahāvastu, 大事)》가 남아있다.

### 현대의 팔리어
팔리어는 승려들 간의 의사 소통과 편지 등에 현재도 사용된다.

#### 신조어
근대 문명에 대한 신조어도 만들어지고 있다.
- ākāsa-yāna 비행기(空車)
- āyo-yāna 기차(鐵車)

## 다른 언어와의 관계

### 산스크리트어와의 관계

#### 베다 산스크리트어
팔리어 어휘의 상당수가 베다 산스크리트어에서 변형된 것으로 보인다. 그러나 이것은 전통적인 관점이고, 베다 산스크리트어와 공통 조어(祖語)에서 유래한 것으로 볼 수도 있다. 반대로 변화가 없는 어휘의 경우 팔리어쪽의 조어가 산스크리트어에 영향을 미친 것으로 추측할 수도 있다.
이러한 베다 산스크리트어와의 유사성 때문에, 팔리어가 고전 산스크리트어보다 이른 시기에 성립된 것으로 보며, 프라크리트어 중에서도 고층(古層)에 속하는 것으로 분류한다.
전통적으로 팔리어 학습은 산스크리트어 학습과 분리되어 있었지만, 현대의 학습자나 연구자들은 산스크리트어와의 관련지어서 학습하고 의미를 추론하는 경우가 많다.

#### 불교 산스크리트어
팔리어는 고유의 문자가 없기 때문에, 산스크리트어의 문자로도 기록되었다. 특히 후대에 팔리어 불교 경전이 산스크리트어로 번역되면서 같은 어휘가 매우 많아졌다. 그래서 불교 용어에서는 팔리어와 산스크리트어가 혼용되기도 한다.
지역적 특성상 팔리어의 산스크리트어 표기는 매우 빈번하게 이루어졌으며, 두 언어의 음가는 거의 일대일 대응하는 것으로 취급된다. 현재에도 팔리어 표기에 산스크리트어 문자를 사용하는 경우가 있으며, 한역(漢譯) 불경은 산스크리트어판을 저본으로 한 것이 많아 산스크리트어와 팔리어를 함께 연구하기도 한다.
이후 반대로 불교 산스크리트어의 특성이 팔리어에 유입되기도 한다.

#### 음운
일반적으로 산스크리트어와 팔리어 음가는 일대일로 대응하는 것으로 보는데, 팔리어가 산스크리트어보다 음운의 수가 적다.
산스크리트어의 모음 ṛ, ṝ, ḷ(팔리어에서는 자음 표기법), ḹ(베다 산스크리트어 한정), ai, au가 팔리어에는 없다. 복모음 ai, au는 빨리어 e, o가 되는 경우가 많으며, ṛ, ṝ, ḷ는 그밖의 모음으로 바뀐다.
산스크리트어 자음 ś, ṣ, ḥ가 팔리어에는 없다. ś, ṣ는 s 또는 ch로 바뀌며, ḥ는 생략되거나 다른 음으로 변한다.
반면 팔리어에만 있는 자음 ḷ는 산스크리트어 ḍ로 변환된다.

### 자이나교와의 관계
자이나교의 경전이 기록된 프라크리트어 중에서 아르다마가디어(Ardha-Māgadhī) 또는 반(半) 마가다어가 팔리어와 유사하다. 아르다마가디어 역시 고유의 문자가 없기 때문에, 팔리어와 마찬가지로 시기와 지역에 따라 여러 문자로 기록되었다.
이런 형식적, 내용적 유사성 때문에 서구에서는 초기에 불교와 자이나교를 같은 종교로 여기기도 하였고, 팔라성전협회(The Pali Text Societry)는 설립 초기에 팔리어 불교 경전 이외에 자이나교 경전을 함께 출간하려고 시도하기도 했었다.

### 태국어와의 관계
불교와 함께 태국에 유입된 팔리어와 산스크리트어는 종교 뿐만 아니라 각종 지명, 인명 등에도 광범하게 영향을 미쳤으며, 조어법과 음운, 심지어 태국어 문법 자체에도 많은 영향을 주었다.

## 음운
빨리어는 모음 8개, 자음 33개로 이루어져 있으며, 일반적인 순서는 다음과 같다.
- a ā i ī u ū e o k kh g gh ṅ c ch j jh ñ ṭ ṭh ḍ ḍh ṇ t th d dh n p ph b bh m y r l ḷ v s h ṃ

ṃ을 모음 뒤, 자음 앞에 두기도 하며, ḷ을 맨뒤에 두는 경우도 있다.
- a ā i ī u ū e o ṃ k kh g gh ṅ c ch j jh ñ ṭ ṭh ḍ ḍh ṇ t th d dh n p ph b bh m y r l ḷ v s h
- a ā i ī u ū e o k kh g gh ṅ c ch j jh ñ ṭ ṭh ḍ ḍh ṇ t th d dh n p ph b bh m y r l v s h ḷ ṃ

산스크리트어 순서대로 쓴 후, 없는 자모는 빼고 빨리어 자모는 뒤에 추가하는 경우도 있다.
- a ā i ī u ū e o ṃ k kh g gh ṅ c ch j jh ñ ṭ ṭh ḍ ḍh ṇ t th d dh n p ph b bh m y r l v s h ḷ

### 홀소리
|        | 전설       | 중설   | 후설       |
| ------ | ---------- | ------ | ---------- |
| 고모음 | i, iː      |        | u, uː      |
| 중모음 | e(/ɛ, eː/) | a(/ɐ/) | o(/ɔ, oː/) |
| 저모음 |            | aː     |            |

### 닿소리
|               |             | 입술소리   | 치음/ 치경음 | 권설음     | 후치경음/ 경구개음 | 연구개음   | 성문음 |
| ------------- | ----------- | ---------- | ------------ | ---------- | ------------------ | ---------- | ------ |
| 비음          | 비음        | m          | n            | ɳ          | ɲ                  |            |        |
| 파열음/파찰음 | 무성 무기음 | p          | t            | ṭ(/ ʈ /)   | c(/ tʃ /)          | k          |        |
| 파열음/파찰음 | 무성 유기음 | ph(/ pʰ /) | th(/ tʰ /)   | ṭh(/ ʈʰ /) | ch(/ tʃʰ /)        | kh(/ kʰ /) |        |
| 파열음/파찰음 | 유성 무기음 | b          | d            | ḍ(/ ɖ /)   | j(/ dʒ /)          | ɡ          |        |
| 파열음/파찰음 | 유성 유기음 | bh(/ bʱ /) | dh(/ dʱ /)   | ḍh(/ ɖʱ /) | jh(/ dʒʱ /)        | gh(/ ɡʱ /) |        |
| 마찰음        | 마찰음      |            | s            |            |                    |            | h      |
| 접근음        | 접근음      | v(/ ʋ /)   | l            | r(/ ɻ /)   | y(/ j /)           |            |        |

### 펠드하위스 표기법
펠드하위스(네덜란드어: Fran Velthuis)가 1991년 {\displaystyle {\mathrm {T\!_{\displaystyle E}\!X} }}에 산스크리트어 데바나가리 문자를 입력하기 위해 만든 입력법인데, 입력이 어려운 빨리어 로마자 표기를 나타내는 데도 일반적으로 사용한다.
| 빨리어 로마자 표기 | 펠드하위스 표기 |
| ------------------ | --------------- |
| ā                  | aa              |
| ī                  | ii              |
| ū                  | uu              |
| ṅ                  | "n              |
| ñ                  | ~n              |
| ṭ                  | .t              |
| ṭh                 | .th             |
| ḍ                  | .d              |
| ḍh                 | .dh             |
| ṇ                  | .n              |
| ḷ                  | .l              |
| ṃ                  | .m              |

## 같이 보기
- 팔리어 대장경
- 팔리 삼장
- 빠알리성전협회(The Pali Text Societry)
- 상좌부 불교